# Oligota tenuicornis
Oligota tenuicornis är en skalbaggsart som beskrevs av Sharp 1908. Oligota tenuicornis ingår i släktet Oligota och familjen kortvingar. Inga underarter finns listade i Catalogue of Life.